# Anna Katharina Alexandra von Grünewaldt
Anna Katharina Alexandra von Grünewaldt (* 4. März 1859 in Affel, Weissensteinscher Kreis, Gouvernement Estland; † 30. Mai 1913 auf der Reise von Berlin nach Eydtkuhnen) war eine deutschbaltische Erzieherin.

## Leben
Sie stammte aus der deutschbaltischen Adelsfamilie von Grünewaldt. Ihr Vater war Conrad Moritz Georg von Grünewaldt (1825–1868), ein Sohn des Zivilgouverneurs Johann von Grünewaldt (1796–1862). Ihre Mutter war Natalie von der Pahlen-Astrau (1831–1900). Grünewaldt wuchs auf dem elterlichen Gut in Estland auf. Sie hatte einen älteren Bruder.
Sie war von 1892 bis 1910 Oberin der Kaiserin-Augusta-Stiftung in Potsdam.
Die von ihr verfassten Erinnerungen mit dem an die Kinder des Stiftes gerichteten Abschiedswort vom 10. Juni 1910 erschienen 1914, herausgegeben von Betsy und Katharina (Kitty) von Gruenewaldt.

## Auszeichnungen
- Sie wurde mit dem Verdienstkreuz für Frauen und Jungfrauen ausgezeichnet.